# قضية مقبولة
المقبولات عند المتكلمين والمنطقيين قسم من المقدمات غير اليقينية، وهي قضايا تؤخذ ممن يعتقد فيه، إما لأمر سماوي من المعجزات والكرامات، كالأنبياء والأولياء، وإما لاختصاصه بمزيد عقل ودين، كأهل العلم والزهد، وهي نافعة جدا في تعظيم أمر الله والشفقة على خلق الله.